# Шиленко Борис Олександрович
Борис Олександрович Шиленко (7 вересня 1938, Київ, УРСР — 6 січня 2014, Київ, Україна) — радянський, український кінорежисер, сценарист, кіноактор. 

## Життєпис
Закінчив Київський державний інститут театрального мистецтва імені І. К. Карпенка-Карого (1966). 
Працював режисером на «Укртелефільмі», кіностудії імені Олександра Довженка. 

## Фільмографія
- «Ніна» (1971, другий режисер)
- «Звинувачення» (1984, другий режисер у співавт.)

### Режисер-постановник
- «До світла!» (1966)
- «Острів юності» (1976, у співавт.)
- «Київські зустрічі» (кіноальманах): «Дотик» (1979)
- «Під свист куль» (1981)
- «Поки є час» (1987, авт. сценар. у співавт.)
- «Чорна долина» (1990, авт. сценар.) та ін.

### Актор
- «За двома зайцями» (1961)
- «Право на любов» (1977)